# Bogumiłów (województwo lubuskie)
Bogumiłów – wieś w Polsce, położona w województwie lubuskim, w powiecie żarskim, w gminie Żary.
W latach 1975–1998 wieś administracyjnie należała do województwa zielonogórskiego.

## Położenie
Wieś znajduje się na obszarze sołectwa „Bogumiłów-Janików”. Przez wieś przepływa ciek Otwiernica.

## Integralne części wsi
| SIMC    | Nazwa   | Rodzaj     |
| ------- | ------- | ---------- |
| 0917885 | Janików | przysiółek |

## Zabytki
Do wojewódzkiego rejestru zabytków wpisane są:
- kościół ewangelicki, obecnie rzymskokatolicki filialny pod wezwaniem Niepokalanego Poczęcia NMP, renesansowy z XVI wieku, przebudowany w XVII-XVIII wieku
- spichlerz, z XVII-XVIII wieku.